# José da Costa Campos
José da Costa Campos (Pangim, 9 de agosto de 1801 - 7 de junho de 1862) foi um militar e administrador colonial português. Era membro da tradicional família luso-goesa Costa Campos, filho de Hermenegildo da Costa Campos, marechal de campo do exército português na Índia, e de D. Mariana Águia Pereira de Lacerda, senhora dos prazos de Deucá Parery e Batéa ou Damão de Cima, em Damão. Irmão de Luís da Costa Campos, membro do Conselho de Governo do Estado da Índia em 1855 e familiar de numerosos governantes deste antigo estado português.
Compôs o 19.º Conselho de Governo da Índia com a morte do Barão do Candal, em 1840. Logo após o desastroso governo de Joaquim Lopes Lima, após uma revolta, compõe o 20.º Conselho de Governo em 1842, junto com o brigadeiro António José de Melo Sotomaior Teles, com António Ramalho de Sá, o vigário capitular António João de Ataíde e o conselheiro Caetano de Sousa e Vasconcelos, restabelecendo a ordem na região, até a chegada do novo governador, o Conde das Antas.